# Archirhodomyrtus beckleri
Archirhodomyrtus beckleri là một loài thực vật có hoa trong Họ Đào kim nương. Loài này được (F.Muell.) A.J.Scott mô tả khoa học đầu tiên năm 1978.